# August Wegmann (Politiker, 1888)

August Wegmann

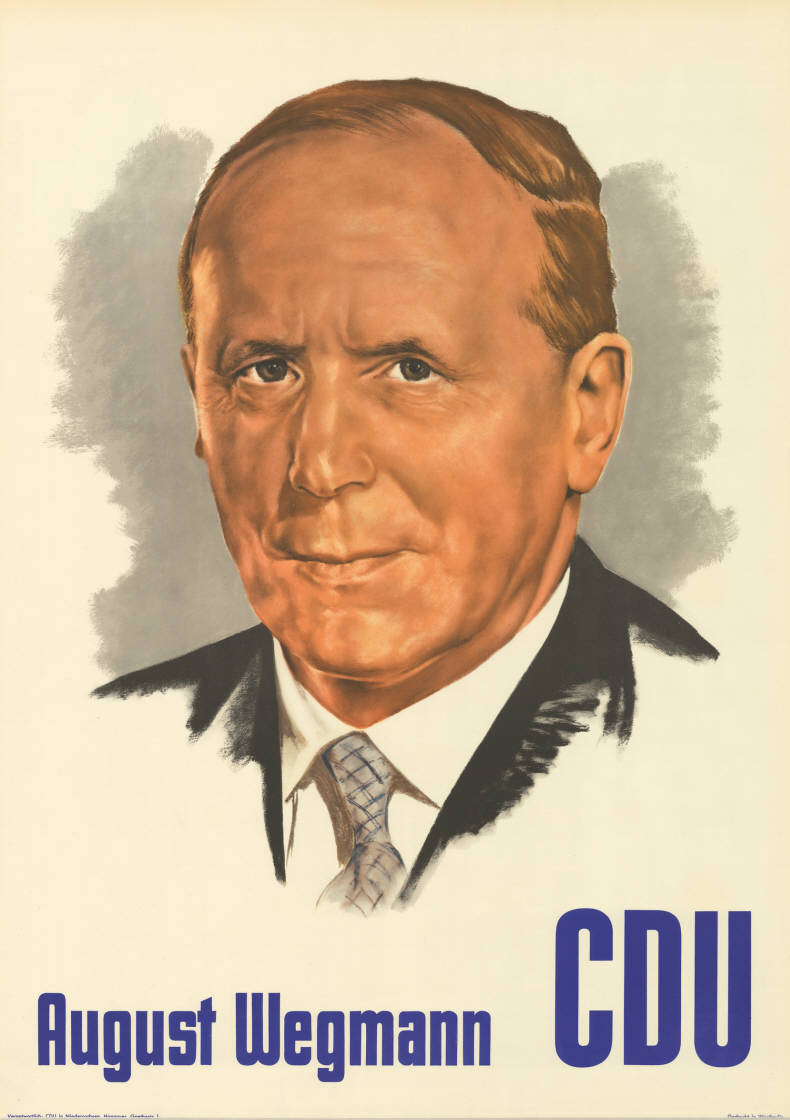
August Wegmann auf einem Plakat der CDU zur Landtagswahl 1959

August Wegmann (* 21. Oktober 1888 in Dinklage; † 6. Juni 1976 in Oldenburg) war ein deutscher Jurist und Politiker (Zentrum, CDU).

## Leben

### Frühe Karriere
Wegmann entstammte einer Handwerkerfamilie aus dem katholisch geprängten Oldenburger Münsterland und war der Sohn des Werkmeisters Gerhard Clemens Wegmann (1853–1931) und dessen Ehefrau Friederike Gertrud geb. Hilgefort (1862–1933). Er besuchte das Gymnasium Antonianum Vechta und das Realgymnasium Quakenbrück, an dem er 1910 das Abitur ablegte.
Nach dem Abitur studierte Wegmann von 1910 bis 1913 Rechtswissenschaften in Freiburg im Breisgau, Berlin, München und Münster und begann 1913 mit der Referendarausbildung am Amtsgericht Vechta und am Landgericht Oldenburg.

### Zur Zeit der Weimarer Republik
Am Ersten Weltkrieg nahm er bis 1918 als Oberleutnant und Kompaniechef einer Maschinengewehrkompanie teil. Er beendete das Studium 1920 mit dem zweiten juristischen Staatsexamen und wurde im gleichen Jahr Regierungsassessor im oldenburgischen Staatsministerium. Seit 1921 Regierungsrat, war er von 1922 bis 1923 als Rechtsanwalt am Landgericht Oldenburg tätig und kehrte 1923 als Ministerialrat ins oldenburgische Finanzministerium zurück, wo er am 1. Mai 1923 die Leitung der Haushaltsabteilung übernahm.
Als Mitglied der Zentrumspartei gehörte Wegmann von 1924 bis 1933 dem Reichstag an. Dort wurde er ab 1926 Geschäftsführer und Sprecher der Fraktion seiner Partei und war Mitglied des Rechtsausschusses sowie des Haushaltsausschusses des Parlaments. Wegmann unterstützte den umstrittenen Deflationskurs zur Sanierung der öffentlichen Finanzen von Reichskanzler Heinrich Brüning. Wegmann tat dies offenbar, da er sich mit dem Reichskanzler durch die gemeinsamen finanzpolitischen Grundüberzeugungen, aber auch durch das gemeinsame Fronterlebnis verbunden fühlte. Brüning seinerseits bezeichnete Wegmann als „den Treuesten der Treuen“.

### Während der NS-Diktatur
Nach der Machtübernahme der Nationalsozialisten wurde Wegmann am 1. August 1933 aus dem Staatsdienst entlassen und arbeitete anschließend wieder freiberuflich als Rechtsanwalt. Im Zusammenhang des Attentats vom 20. Juli 1944 wurde er im Rahmen der Aktion Gitter im August 1944 verhaftet und in das Gestapogefängnis in Osternburg gebracht. Der Internierung in einem Konzentrationslager entging er nur aufgrund einer Diphtherie-Erkrankung. Nach der Genesung im Frühjahr 1945, folgte er einer Aufforderung, sich der Gestapo zu stellen, nicht und hielt sich bis Kriegsende bei Freunden versteckt.

### In der Bundesrepublik
Nach dem Zweiten Weltkrieg wurde er am 11. Mai 1945 zum kommissarischen Landrat des Kreises Oldenburg ernannt und übernahm am 22. Mai zusätzlich als Ministerialdirektor die Leitung der Abteilung für Inneres, Verwaltung und Polizei im oldenburgischen Staatsministerium. Im Januar 1946 wurde er zum Innenminister und stellvertretenden Ministerpräsidenten des Landes Oldenburg unter Ministerpräsident Theodor Tantzen ernannt und hatte diese Ämter bis zur Gründung des Landes Niedersachsen im Dezember 1946 inne. Seine Hoffnung, die Selbstständigkeit Oldenburgs wahren zu können, erfüllte sich nicht. Wegmann war jedoch ab dem 19. Dezember 1946 zunächst kommissarischer, dann ab dem 1. Januar 1950 definitiver Verwaltungspräsident in Oldenburg. Dieses Amt, das er wie ein oldenburgischer Ministerpräsident führte, hatte er bis zum 31. Oktober 1953 inne. Er bemühte sich, die Rechte des ehemaligen Landes Oldenburg gegenüber Hannover zu verteidigen, so verhinderte er beispielsweise die Anpassung des oldenburgischen Schulwesens an das niedersächsische Schulrecht.
Am 26. Mai 1955 wurde Wegmann dann als niedersächsischer Innenminister sowie stellvertretender Ministerpräsident in die von Ministerpräsident Heinrich Hellwege geführte niedersächsische Landesregierung berufen. Am 19. November 1957 wechselte er nach der Bildung der großen Koalition an die Spitze des niedersächsischen Finanzministeriums. Als Minister bemühte sich Wegmann weiterhin intensiv um die Eigenständigkeit des Oldenburger Landes, so etwa durch seinen Vorschlag zur Schaffung einer kommunalen Gebietskörperschaft für das Land. Doch wurde der von der Landesregierung vorgelegte Entwurf eines Oldenburg-Gesetzes vom Landesparlament nicht mehr behandelt und später nicht erneut eingebracht. Am 12. Mai 1959 schied Wegmann aus der Regierung aus. Sein Mandat im Niedersächsischen Landtag behielt er noch bis 1967. Nach dem Tod von Hermann Ehlers war er von 1954 bis 1965 außerdem noch als Vorsitzender im CDU-Landesverband Oldenburg tätig. Im Alter von fast 79 Jahren beendete er dann seine politische Karriere.
Nach seinem Rücktritt als Minister war Wegmann Vorsitzender des Verwaltungsrats der Staatlichen Kreditanstalt Oldenburg-Bremen sowie Vorsitzender des Aufsichtsrates der Oldenburgischen Landesbank.

### Weiteres
1953 wurde er von Kardinal-Großmeister Nicola Kardinal Canali zum Ritter des Ritterordens vom Heiligen Grab zu Jerusalem ernannt und am 8. Dezember 1953 in Kölner Dom durch Lorenz Jaeger, Großprior der deutschen Statthalterei, investiert. Er war zuletzt Großoffizier und Großkreuz-Ritter al merito.
Er war Mitglied der katholischen Studentenverbindungen KStV Osning Münster, KStV Askania Berlin, KStV Brisgovia Freiburg, KStV Görres Bonn und KStV Winfridia Göttingen, alle im KV.

## Familie
Wegmann heiratete am 3. August 1927 die aus Wildeshausen stammenden Anna geb. Leffers (1905–1990), die Tochter des Kaufmanns Friedrich Leffers (1867–1939). Das Ehepaar hatte zwei Söhne und drei Töchter.